# Foodwatch
Foodwatch e. V. (englisch food ‚Nahrung‘ und watch ‚Wacht‘) ist ein deutscher gemeinnütziger Idealverein, der sich als Verbraucherschutzorganisation mit den Rechten von Verbrauchern und der Qualität von Lebensmitteln auseinandersetzt.

## Geschichte
Der Verein wurde im Oktober 2002 in Berlin vom ehemaligen Greenpeace-Geschäftsführer Thilo Bode gegründet. Vorstand im Sinne des Gesetzes und Geschäftsführer sind Chris Methmann und Jörg Rohwedder. Während Rohwedder als Direktor foodwatch International fungiert, leitet Methmann die Organisation in Deutschland. Foodwatch hat seit 2010 ein Büro in Amsterdam, seit 2014 in Paris und seit 2020 in Wien.
Zu den Geschäftsführern zählten Thilo Bode (2002–2017) und Martin Rücker (2017–2021).

## Ziele
Zweck des Vereins ist die „Beratung und Information von Verbrauchern auf dem Gebiet der Agrar- und Lebensmittelproduktion, des Handels und des Absatzes von Verbrauchsgütern sowie der Bereitstellung von Dienstleistungen“. Der Verein verfolgt auch politische Ziele: Regeln und Gesetze in Europa und den EU-Mitgliedsstaaten sollten bezüglich der Nahrung konsequent die Interessen der Verbraucher vorrangig berücksichtigen. Der Verein ist verbandsklageberechtigt.

## Mitglieder
2023 zählte der Verein nach eigenen Angaben mehr als 45.000 Fördermitglieder; darunter fallen nicht-stimmberechtigte Fördermitglieder, stimmberechtigte Fördermitglieder und Einmalspender. Über die Aufnahme stimmberechtigter Mitglieder bestimmt der Foodwatch-Aufsichtsrat, der aktuell aus fünf Personen besteht. Die Zahl der stimmberechtigten Mitglieder veröffentlicht Foodwatch nicht offiziell, in einem Handelsblatt-Interview im Januar 2015 sprach Thilo Bode von 80 stimmberechtigten Mitgliedern. Laut Satzung sollen es nicht mehr als 100 werden, entsprechend konzentriert sich die Werbung von Foodwatch auf Förderer und Spender.

## Finanzen
Nach eigenen Angaben finanziert sich Foodwatch „aus den Beiträgen der Fördermitglieder und aus Spenden“. Auf staatliche Zuschüsse werde verzichtet; Spenden der Wirtschaft würden nur angenommen, wenn dadurch keine Interessenkonflikte entstünden. Zum Aufbau der Organisation hätten 2002 bis 2005 rund 1,5 Millionen Euro, hauptsächlich durch langfristige Darlehen von der GLS Gemeinschaftsbank und von Privatpersonen, zur Verfügung gestanden.
2020 erzielte der Verein Einnahmen von ca. 3,9 Mio. Euro, die zu 86 Prozent aus Förderbeiträgen und Kleinspenden, zu 12 Prozent aus Großspenden, Erbanlagen und von Stiftungen sowie zu 2 Prozent aus anderen Quellen (nach Angaben der Organisation Reisekostenerstattungen für Vorträge und Medienauftritte, Kostenerstattungen von foodwatch Niederlande und foodwatch Frankreich an foodwatch Deutschland, Honorare aus Vorträgen, Zinserträge und Zahlungen aus Bußgeldverfahren) stammten. Die Ausgaben beliefen sich 2020 den Angaben zufolge auf ca. 3,37 Mio. Euro. Sie wurden verwendet für Kampagnen (60 Prozent), Medien- und Öffentlichkeitsarbeit (8 Prozent), Fördererbetreuung und Service (10 Prozent), Spendenwerbung (10 Prozent) und Verwaltung (12 Prozent).

## Aktivitäten
Foodwatch greift vor allem mediengängige Themen wie beispielsweise Lebensmittelskandale auf und positioniert sich dadurch öffentlich als Lobbyorganisation der Verbraucher gegenüber der Nahrungsmittelindustrie. Dazu fährt die Organisation Kampagnen nach Greenpeace-Vorbild; die bekannteste gilt der krebsverdächtigen Substanz Acrylamid, welche beim Erhitzen kohlenhydrathaltiger Lebensmittel entstehen kann, z. B. wurden dafür Kartoffelchips im August 2007 getestet.
2003 deckte Foodwatch irreführende Werbung von McDonald’s auf. Das Unternehmen hatte versprochen, Brötchen ohne chemische Zusatzstoffe anzubieten, was nicht den Tatsachen entsprach. Nach Intervention von Foodwatch änderte McDonald’s den Slogan auf „natürliche Backhilfsstoffe“ um. Dies wiederum war ein Verstoß gegen das Lebensmittelgesetz. Erneut schritt Foodwatch ein, worauf McDonald’s 2005 eine Unterlassungserklärung unterschrieb.
Anfang 2007 erstattete der Verein Anzeige gegen die Unternehmen SNP (gehört zum Nahrungsmittelkonzern Vion N. V.), GePro (PHW-Gruppe), den Düngemittelhändler Beckmann und die Veterinärämter der Landkreise Diepholz, Emsland, Oldenburg und Vechta. Die Anzeige basierte auf dem Vorwurf, dass die Unternehmen illegalen Handel mit Tiermehl (K3-Material) betreiben und die Ämter hierzu Beihilfe leisten würden. Obwohl entsprechende Abfälle und das daraus hergestellte Tiermehl keinesfalls in die menschliche Nahrungskette gelangen dürfen, fand die Verbraucherschutzorganisation dafür entsprechende Hinweise. Die daraufhin eingeleiteten Ermittlungen der Staatsanwaltschaft ergaben, dass der Handel mit den Mehlen tatsächlich stattfand, jedoch mit Genehmigung der zuständigen Behörden und daher keine Straftat war. Die Genehmigungen selbst haben allerdings gegen geltende Gesetze verstoßen. Da Beihilfe aus juristischer Sicht jedoch nur vorliegt, wenn die Haupttat strafbar ist, wurden die Ermittlungen sowohl gegen die Unternehmen als auch gegen die Ämter Ende 2007 eingestellt. Die Genehmigungspraxis der Behörden wurde daraufhin geändert.
Im Jahr 2008 kritisierte die Organisation anhand einer eigenen Datensammlung amtliche Messwerte aus den Bundesländern, dass an manchen Orten in Deutschland das Trinkwasser stärker mit Uran belastet sei als bisher bekannt. Dabei wurde vor allem die Informationspolitik der Behörden in Frage gestellt und die Forderung erhoben, dass der Verbraucher mit der nächsten Wasserrechnung über den Urangehalt seines Trinkwassers informiert werden solle. Die Trinkwasserverordnung sieht keinen Höchstwert für Uran vor. 2006 war nach Foodwatch-Recherchen und einer Klage auf Informationserteilung ein Grenzwert für Uran in die Mineralwasserverordnung aufgenommen worden: Mineral- und Tafelwasser, das als „geeignet für die Zubereitung von Säuglingsnahrung“ beworben wird, darf seitdem nicht mehr als 2 µg Uran pro Liter enthalten. Im Vorfeld hatte bereits das Bundesinstitut für Risikobewertung gefordert, Mineralwasser für Säuglingsnahrung müsse frei von Uran sein. Das Umweltbundesamt kritisierte allerdings, dass es aufgrund der neuen Verordnung zu einer Risikoüberbewertung käme, da Wasser erst ab 10 µg Uran pro Liter für die Zubereitung von Babynahrung gefährlich werde.
Im Jahr 2016 veröffentlichte der Verein eine Studie über den Zuckergehalt von Erfrischungsgetränken verbunden mit der Forderung, dass ähnlich wie es ab 2018 in Großbritannien vorgesehen ist, eine Abgabe auf überzuckerte Getränke erhoben werden sollte, um die Gewöhnung der Konsumenten an süße Lebensmittel zu reduzieren und um Übergewicht und Diabetes entgegenzuwirken.
Seit März 2009 vergibt die Organisation den Goldenen Windbeutel als Negativpreis für „die dreisteste Werbelüge des Jahres“, um auf den Unterschied zwischen beworbenen Qualitätsversprechen und den tatsächlichen Eigenschaften von Lebensmitteln hinzuweisen. Preisträger 2021 war Rewe mit seinem Wilhelm Brandenburg Hähnchen-Brustfilet, 2023 Intersnack mit den Pom-Bär-Chips.

## Kontroversen
2010 kam es zu Auseinandersetzungen zwischen dem Verein und der damaligen Bundesministerin für Ernährung, Landwirtschaft und Verbraucherschutz, Ilse Aigner (CSU). Foodwatch-Vorsitzender Thilo Bode kritisierte „Die Politik will nichts mehr gegen die Industrie entscheiden“ und bezeichnete Aigner als „Dienstleisterin der Nahrungsmittelindustrie“. Aigner kritisierte, Bode lebe von der „Skandalisierung“ als Geschäftsmodell. Sie halte „Kampagnen, die ein Klima der Verunsicherung schüren, für bedenklich“.
2012 unterlag der Verein vor Gericht gegen den Konzern Unilever. Foodwatch warf Unilever irreführende Werbung vor, weil Unilever behauptet hatte, es gebe keine Hinweise auf mögliche Gesundheitsrisiken der Margarine „Becel pro.activ“. Das Gericht wertete die Aussage von Unilever als Meinungsäußerung – und nicht als Tatsachenbehauptung, weswegen sie zulässig sei.